# Сурутка
Сурутка је течност која остаје након што се млеко згруша; она је нуспроизвод који настаје код производње сира или казеина и има више комерцијалних употреба. Сурутка се користи у производњи разних сирева и многих других производа за људску потрошњу. Такође служи и као додатак у многим прехрамбеним прерађевинама, укључујући хлеб, крекере и комерцијално пециво, као и храну за животиње. Беланчевине сурутке превасходно се састоје из α-лакталбумина и β-лактоглобулина. У зависности од начина производње, сурутка може такође да садржи гликомакропептиде (ГМП).
Беланчевина сурутке која се одваја из ове мешавине често се продаје као прехрамбени додатак. Такве допуне су посебно популарни у бодибилдингу. Течна сурутка садржи лактозу, витамине и минерале, као и масти у малим количинама. Истраживачи на Универзитет Лунду у Шведској су закључили да има изгледа да сурутка стимулише ослобађање инсулина. Такође су открили да прехрамбене допуне од сурутке могу помоћи у регулисању и смањењу наглих повећања нивоа шећера у крви код људи са дијабетесом, тип 2, тако што повећавају лучење инсулина.